# Pocola, Bihor
Pocola (în maghiară Biharpoklos) este satul de reședință al comunei cu același nume din județul Bihor, Crișana, România.

## Istoric
Prima atestare documentară a localității Pocola datează din secolul al XV-lea, din anul 1442, când, după părerea istoricului Iako Zsigmond, comuna Pocola era cunoscută sub numele de Alsolmos. Iako Zsigmond susține că localitatea Alsolymos (Șoimușul de Jos) a fost asimilată cu localitatea Pocola (Pokola), fără a menționa o dată exactă în acest sens. În legătură cu numele localității, care în maghiară ar însemna “iad”, s-a păstrat și o legendă în rândul localnicilor. Aceasta spune că în localitate, așezată la confluența râurilor Valea Roșiei și Crișul Negru, existau mult stufăriș și mlaștini, nefiind prielnică pentru locuit. Denumirea de astăzi a comunei se referă la faptul că în timpul Imperiului Austro-Ungar soldații maghiari ar fi găsit aici o colonie de leproși (în limba maghiară populară: poklosok), care aveau credința că în Valea Roșiei se vor vindeca. Potrivit legendei, soldații, în momentul au ajuns în zonă, ar fi exclamat "Pokol", care a rămas numele satului până în ziua de astăzi. Se mai spune că autoritățile habsburgice ar fi adus aici, de-a lungul anilor, mulți leproși din toate părțile imperiului, transformând locul într-un lagăr al celor suferinzi de această boală.